# Spatelraubmöwe
Die Spatelraubmöwe (Stercorarius pomarinus) ist eine Vogelart aus der  Familie der Raubmöwen (Stercorariidae). Sie brütet in der arktischen Tundra rund um den Nordpol und ist dort ein hochspezialisierter Jäger von Lemmingen. Außerhalb der Brutzeit leben Spatelraubmöwen auf hoher See, sie überwintern auf den Meeren der Tropen und Subtropen. Die Art ist regelmäßiger Durchzügler an der Nordseeküste, im Binnenland Europas wird sie nur sehr selten beobachtet. 

## Beschreibung

### Körperbau
Die Spatelraubmöwe ist nach der Skua die zweitgrößte holarktische Raubmöwe. Die Körperlänge beträgt 42–50 cm, die Flügelspannweite 115–125 cm. Die Art liegt damit in der Größe zwischen Sturmmöwe und Silbermöwe. Weibchen sind im Mittel etwas größer und schwerer als Männchen. Adulte, männliche Wintergäste vor Australien hatten eine Flügellänge von 341–368 mm, im Mittel 352 mm; Weibchen maßen 339–373 mm, im Mittel 360 mm. Männliche Brutvögel, die im Nordosten Jakutiens erlegt wurden, wogen 620–800 g (im Mittel 660,0 g), dort erlegte Weibchen 680–830 g, im Mittel 766,6 g.
An Museumsbälgen aus dem gesamten Verbreitungsgebiet gemessene Flügellängen adulter Vögel ergaben für Männchen 343–377 mm, im Mittel 360 mm; für Weibchen 341–382 mm, im Mittel 366 mm.
Diese Raubmöwe ist kräftig gebaut, mit voller Brust, großem Kopf und einem recht kräftigen Schnabel. Der Oberschnabel zeigt wie bei allen Raubmöwen einen deutlichen Haken nach unten. Im Gleitflug oder langsamen Ruderflug wirkt sie sehr groß und breitflügelig, mit kräftigem Rumpf und großem Kopf. Die Flügel sind sehr spitz, bei hoher Fluggeschwindigkeit ähnelt das Flugbild daher eher dem eines großen Falken als dem einer Möwe.

### Prachtkleid
Die Spatelraubmöwe ist farblich recht variabel und zeigt im Prachtkleid zwei Farbmorphen. Bei beiden Morphen ist im Prachtkleid das mittlere Steuerfederpaar stark verlängert. Diese Steuerfedern überragen den übrigen Schwanz um circa 5,5 bis 11,0 cm, sind leicht gedreht und am Ende spatelförmig (Name!). Der Schnabel ist bei beiden Morphen im Prachtkleid rosa mit scharf abgesetzter schwarzer Spitze, die Beine sind bleigrau.
Bei der hellen Morphe sind Bauch, Brust und Hals leuchtend weiß; das Weiß von Hals und Brust ist dabei durch ein dunkles Brustband getrennt. Der hintere Oberkopf ist schwarz, diese schwarze Zeichnung dehnt sich nach vorn aus und endet dort erst unterhalb des Auges und unter dem Schnabel. Die Kopfseiten sind hellgelb. Die übrige Unterseite und die gesamte Oberseite sind  fast einfarbig dunkelgraubraun. Nur die Basis sowie die Kiele der Handschwingen sind weiß, hierdurch zeigt der Handflügel im Flug oberseits eine schmale weiße Aufhellung, unterseits ein großes weißlich-graues Feld, das von den Basen der Handschwingen etwa bis zu deren Mitte reicht. 
Die seltenere dunkle Morphe ist im Prachtkleid fast einfarbig schwarzbraun. Der Unterflügel sowie die Unter- und Oberschwanzdecken sind auf weißlich grauem Grund schmal dunkel gebändert. Die Schwingen sind auf der Unterseite etwas heller grau als die Unterflügeldecken und die Handschwingen zeigen die gleichen hellen Felder wie die helle Morphe.
Der Anteil der dunklen Morphe in den Brutpopulationen schwankt mit der geographischen Verbreitung zwischen 1 und 15 %. In den nearktischen Brutgebieten scheint der Anteil dunkler Vögel etwas geringer zu sein als in den paläarktischen und überschreitet in den Einzelpopulationen selten 10 %.

### Ruhekleid
Das Ruhekleid unterscheidet sich nur unwesentlich vom Prachtkleid. Auffallendster Unterschied ist bei der hellen Morphe das fehlende Gelb an den Kopfseiten, die stattdessen auf weißlichem Grund dunkel gebändert sind. Bei beiden Morphen ist außerdem ein Teil der Schulterfedern und der Federn des vorderen Rückens schmal hell gerandet.

### Jugendkleid
Vögel im Jugendkleid lassen sich nur grob den beiden Farbmorphen zuordnen. Die hellsten Vögel sind mittelgraubraun, die meisten Vögel sind jedoch dunkler graubraun; schwimmende Vögel wirken auf große Entfernung im Jugendkleid fast einfarbig dunkelgraubraun. Der Schnabel ist hellblaugrau mit scharf abgesetzter, schwarzer Spitze. Die Unterschwanzdecken sind auf gelblichem bis fast weißem Grund kräftig und scharf abgesetzt dunkelbraun quer gebändert. Aus näherer Distanz erscheinen Kopf und Hals schwimmender Vögel einfarbig dunkelgraubraun, wobei die Regionen um die Augen am dunkelsten gefärbt sind.
Die übrige Oberseite ist ebenfalls dunkelgraubraun, aber die Deckfedern sind schwach hellbraun gerandet. Diese hellen Ränder sind auf den großen Armdecken und den Schirmfedern oft kaum noch erkennbar. Die Handschwingenspitzen zeigen keinen hellen Rand. Der obere Rücken, Brust und Flanken sind etwas heller braun, Brust und Flanken sind fein dunkel gebändert. 
Im Gleitflug wirken Vögel im Jugendkleid oberseits fast einfarbig dunkelbraun, die helle Handschwingenbasis ist nur auf den äußersten Handschwingen erkennbar und wenig auffällig. Nur bei zur Landung ausgebreiteten Flügeln sind oberseits die hellen Basen und die weißen Kiele bei allen Handschwingen sichtbar. Die Unterseite der Flügel ist deutlich heller und im Vergleich zur Oberseite auffallend kontrastreich. Die Handschwingen sind wie bei ausgefärbten Vögeln von der Basis bis etwa zur halben Länge einfarbig weißlich grau, außerdem ist zum Flügelbug hin ein weiteres, oft wenig auffallendes und schwer zu sehendes, schmales, weißliches Band auf den Unterhanddecken vorhanden. Die Unterflügeldecken sind ansonsten wie die Unterschwanzdecken auf weißlichem Grund kräftig dunkel gebändert. 
Der Schwanz ist leicht keilförmig, die mittleren Steuerfedern ragen maximal nur 1–2 cm über den übrigen Schwanz hinaus und sind an den Enden gerundet. Die Beine sind hell blaugrau; die Zehen und Schwimmhäute schwarzgrau.
Spatelraubmöwen sind nach 3 Jahren ausgefärbt. Vögel der hellen Morphe zeigen ab dem zweiten Kalenderjahr einen stark aufgehellten Bauch, einen dunklen Oberkopf und diffus gelbliche Kopfseiten.

### Verwechslungsmöglichkeiten
Ausgefärbte (adulte) Spatelraubmöwen im Prachtkleid sind unter anderem durch die spatelförmigen Enden der mittleren Steuerfedern, das dunkle Brustband und die bis unter den Schnabel ausgedehnte Schwarzzeichnung am Kopf gut von den anderen Raubmöwen zu unterscheiden. 
Die sichere Bestimmung von Vögeln im Jugendkleid stellt eines der schwierigen Probleme der Feldornithologie in Mitteleuropa dar und ist nur unter sehr guten Bedingungen oder bei sehr viel Erfahrung mit den anderen Raubmöwenarten möglich. Juvenile Spatelraubmöwen unterscheiden sich von allen anderen Raubmöwen durch die Kombination aus fast immer einfarbig dunkelbraungrauem Kopf und Hals, hellblaugrauem Schnabel mit scharf abgesetzter schwarzer Spitze, fein hell-dunkel gebänderter Brust und Bauch, kräftig und scharf abgesetzter Bänderung der Unterschwanzdecken und fast immer fehlenden oder ganz kurzen Schwanzspießen. Außerdem zeigt nur diese Art im aktiven Flug ein weißes Band auf den Basen der unteren Handdecken. Die Art ist außerdem schwerer gebaut und größer als Falken- und Schmarotzerraubmöwe; dies ist jedoch auf größere Entfernung bei einem einzelnen Vogel kaum zur Bestimmung nutzbar. 

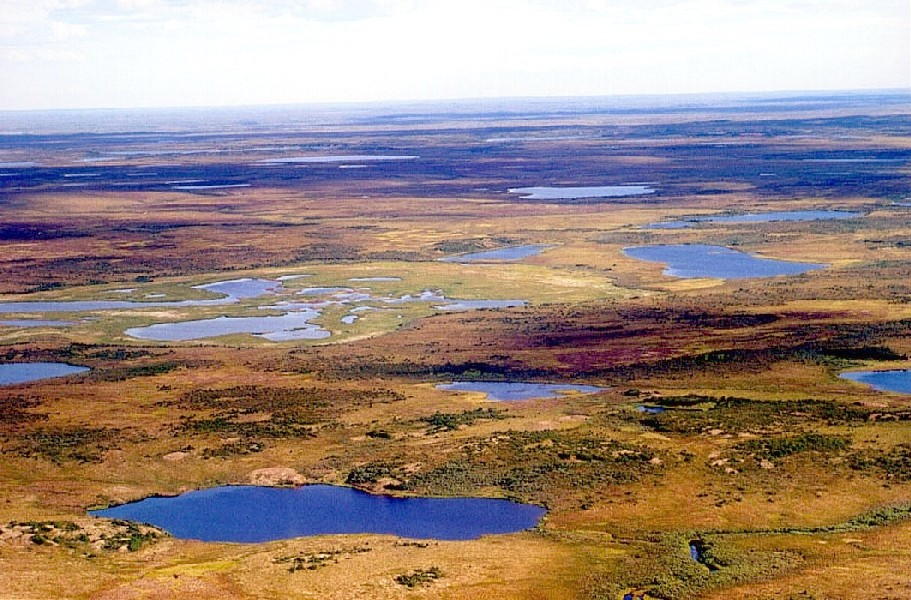
Lebensraum der Spatelraubmöwe in der Tundra Sibiriens bei Dudinka am Jenissej

## Lautäußerungen
Wie alle Raubmöwen ist auch diese Art außerhalb der Brutzeit meist stumm. Der Balz-„Gesang“ ist ein einsilbiges Jauchzen, das mit „jau(w)k“ wiedergegeben wird. Dabei streckt der stehende Vogel die Flügel hoch und hebt die Schwanzfedern an. Dieser Ruf wird auch beim Balzflug vorgetragen, dabei werden die Flügel leicht nach oben gehalten, so dass ein leicht v-förmiges Flugbild entsteht. Bei Angriffen auf Nestfeinde werden scharfe, bellende Rufe ausgestoßen, die etwa wie „kek kek kek“ klingen. Alarmrufe am Nest klingen zweisilbig wie „witsch-jü“.

## Verbreitung und Lebensraum
Die Art bewohnt im Sommer große Bereiche der arktischen Tundra rund um den Nordpol. In Eurasien reicht das Verbreitungsgebiet im äußersten Norden von der Halbinsel Kanin im Norden Russlands bis in den Nordosten Sibiriens. In Nordamerika kommt die Art im äußersten Norden Alaskas und Kanadas vor. Die Brutverbreitung reicht in Kanada und in Sibirien bis 76° N und unterschreitet in der Nearktis nur an der Westküste Alaskas und in der kanadischen Hudsonbai den Polarkreis. In Sibirien liegen die südlichsten Vorkommen auf den Kommandeur-Inseln bei 55° N.
Die Spatelraubmöwe besiedelt die mehr oder weniger feuchte bis nasse Tundra der sumpfigen Niederungen, vor allem in Küstennähe.

## Wanderungen
Außerhalb der Brutzeit ist die Spatelraubmöwe ein Bewohner der Ozeane. Die Überwinterungsgebiete liegen vor allem in den tropischen Meeren nördlich des Äquators in Bereichen, wo kaltes Tiefenwasser durch Strömungen an die Oberfläche dringt, da diese Bereiche besonders nahrungsreich sind. Dies sind vor allem der Humboldtstrom an der Westküste Südamerikas, der westliche Atlantik zwischen Florida und Venezuela sowie der Benguelastrom, die Südäquatorströmung und ihre Kontaktzone mit dem warmen Guineastrom und dem Kanarenstrom vor der Westküste Afrikas. Kleinere Zahlen überwintern im Indischen Ozean nördlich bis in den Golf von Aden, die Arabische See und den Golf von Oman sowie zwischen Neuguinea und der Südostküste Australiens. 
Zumindest gelegentliche Winterbeobachtungen liegen darüber hinaus jedoch auch von den übrigen Meeresgebieten im Bereich der Kontinentalsockel von der Westküste Südamerikas und der West- und Ostküste des südlichen Nordamerikas, ganz Afrikas und Europas bis zum südlichen Norwegen sowie ganz Südostasiens und Australiens vor. 

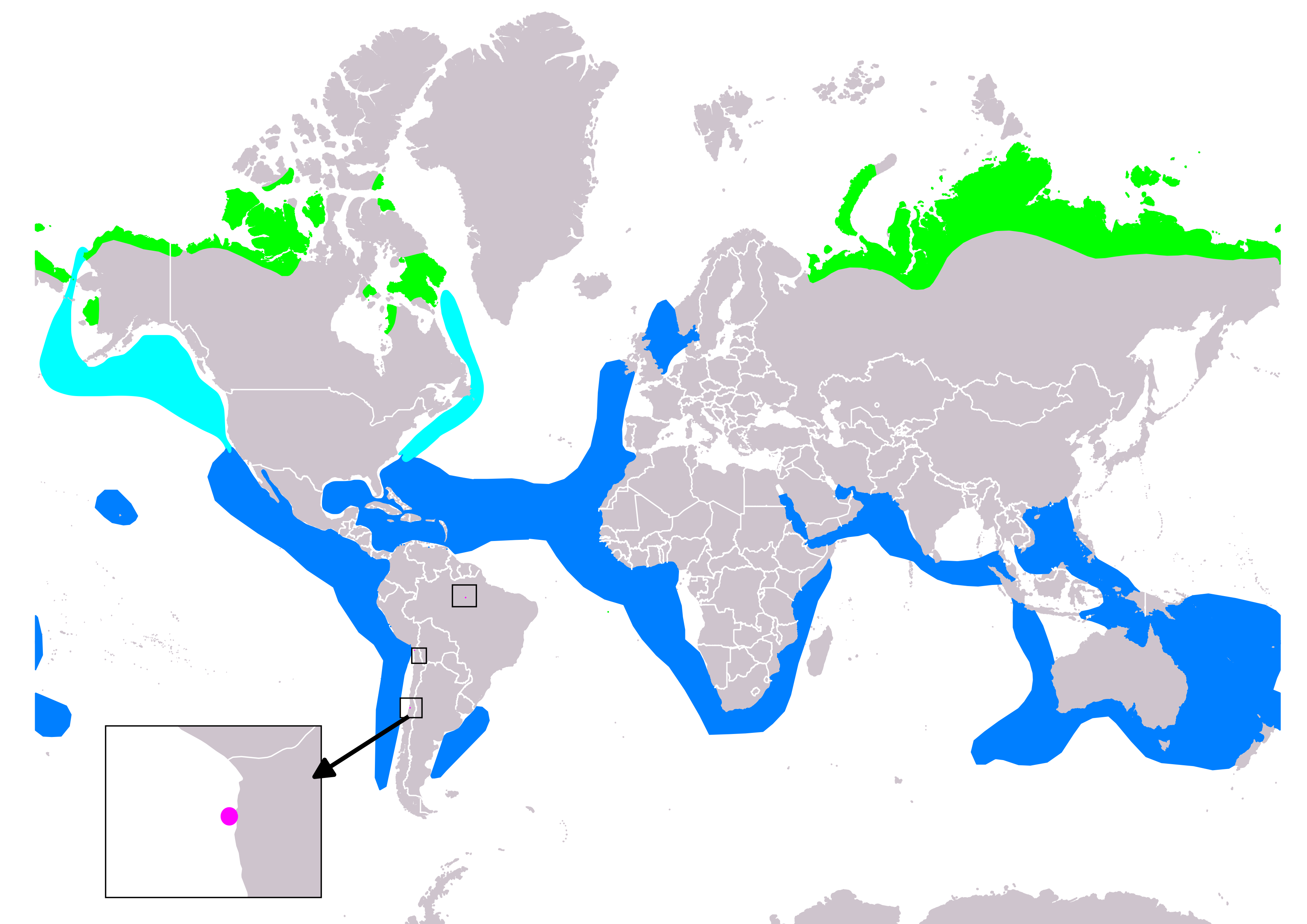
Verbreitung der Spatelraubmöwe:
Brutgebiete
Migration
Überwinterungsgebiete
Streifzüge (Saisonalität unsicher)

Der Wegzug von Nichtbrütern beginnt im Juli, von Brutvögeln ab August. Der weit überwiegende Teil der westpaläarktischen Population zieht offenbar an den europäischen Küsten des Nordatlantik bzw. der Nordsee entlang nach Süden in die Winterquartiere vor der westafrikanischen Küste. 
An der niederländischen Nordseeküste beginnt der Durchzug zögernd Ende Juli und nimmt dann ab Mitte August deutlich zu. Der Hauptdurchzug findet Anfang Oktober bis Mitte November statt; danach klingt der Zug schnell aus. Bis Ende Oktober überwiegen adulte und subadulte Tiere, später dominieren diesjährige Individuen. Der Zug findet hier überwiegend in Küstennähe statt, auf dem offenen Meer wird die Art hier auch zur Zugzeit kaum registriert.
An der Ostseeküste wird die Art zur Zugzeit nur selten, im mitteleuropäischen Binnenland sehr selten beobachtet, obwohl ein Teil der Population zumindest im Herbst wohl regelmäßig in breiter Front auch über das östliche Mitteleuropa und Osteuropa zieht. So wurden beispielsweise in Brandenburg und Berlin bis 2004 nur 16 Individuen nachgewiesen (davon 15 von Juli bis November, eins im März), in der Schweiz von 1950–1996 49 Individuen; hier ausnahmslos auf dem Wegzug von August bis Dezember, mit einer deutlichen Häufung im Oktober und November. Die geringe Zahl sicherer Nachweise ist allerdings auch durch die großen Bestimmungsschwierigkeiten im Freiland bedingt, so wurden in der Schweiz im oben genannten Zeitraum 845 Raubmöwen beobachtet, die nicht auf Artniveau bestimmt werden konnten. 
Der Heimzug beginnt Anfang bis Mitte April, der Hauptzug findet im Mai statt. Die Brutgebiete werden Mitte Mai bis Anfang Juni erreicht. Der Heimzug findet offenbar noch stärker konzentriert als der Wegzug über dem Meer statt, Binnenlandbeobachtungen im Frühjahr sind daher in Mitteleuropa extrem selten (s. o.). Großbritannien wird vor allem an der Westseite passiert, der weitere Zug erfolgt entlang der Küste Norwegens bis zum Nordkap und dann nach Osten zu den Brutgebieten.

## Ernährung
Wie bei allen Raubmöwen ist auch das Nahrungsspektrum der Spatelraubmöwe sehr breit und umfasst Kleinsäuger, Vögel, Fische, Insekten, Krebstiere, Mollusken und Aas. Im größten Teil der Brutgebiete ist die Art jedoch auf Lemminge angewiesen – in erster Linie auf Sibirische Lemminge (Lemmus sibiricus).  Daneben werden im Brutgebiet auch Halsbandlemminge (Gattung Dicrostonyx), Feld- und Rötelmäuse, Vogeleier und Küken sowie Insekten verzehrt. Die Spatelraubmöwe hat spezielle Jagdtechniken zur Erbeutung von Lemmingen entwickelt; diese werden im Frühjahr bei noch völlig gefrorenem Boden vom Ansitz oder aus dem Rüttelflug erbeutet, später werden die flach verlaufenden Röhren und Baue mit dem Schnabel aufgegraben.
Nichtbrütende Übersommerer halten sich in Lemmingjahren ebenfalls in der Tundra auf und leben dort dann ebenfalls fast ausschließlich von Lemmingen. Sonst sind sie vor allem in Küstennähe zu finden und fressen dort selbst gefangene Fische, Aas oder ernähren sich kleptoparasitisch. Hauptopfer sind dabei Dreizehenmöwen und Küstenseeschwalben, aber auch große Möwen bis hin zur Eismöwe, die solange attackiert werden, bis sie ihre Beute fallen lassen oder im Flug wieder hervorwürgen. 
Auf dem Zug und im Winterquartier folgt die Art häufig Fischtrawlern, um den über Bord geworfenen Beifang zu nutzen, oder parasitiert dort andere Seevögel. Sie fängt hier aber wohl überwiegend selbst Fische, in den Tropen vor allem Fliegende Fische (Familie Exocoetidae), und begleitet daher häufig Delfine oder in Schwärmen jagende große Raubfische wie Thunfische. Im Brutgebiet werden gelegentlich auch adulte Vögel erbeutet, vor allem kleine Limikolen wie zum Beispiel Wassertreter, auf dem Zug aber auch größere Vögel, vor allem Lachmöwen, die meist ertränkt werden.

## Fortpflanzung

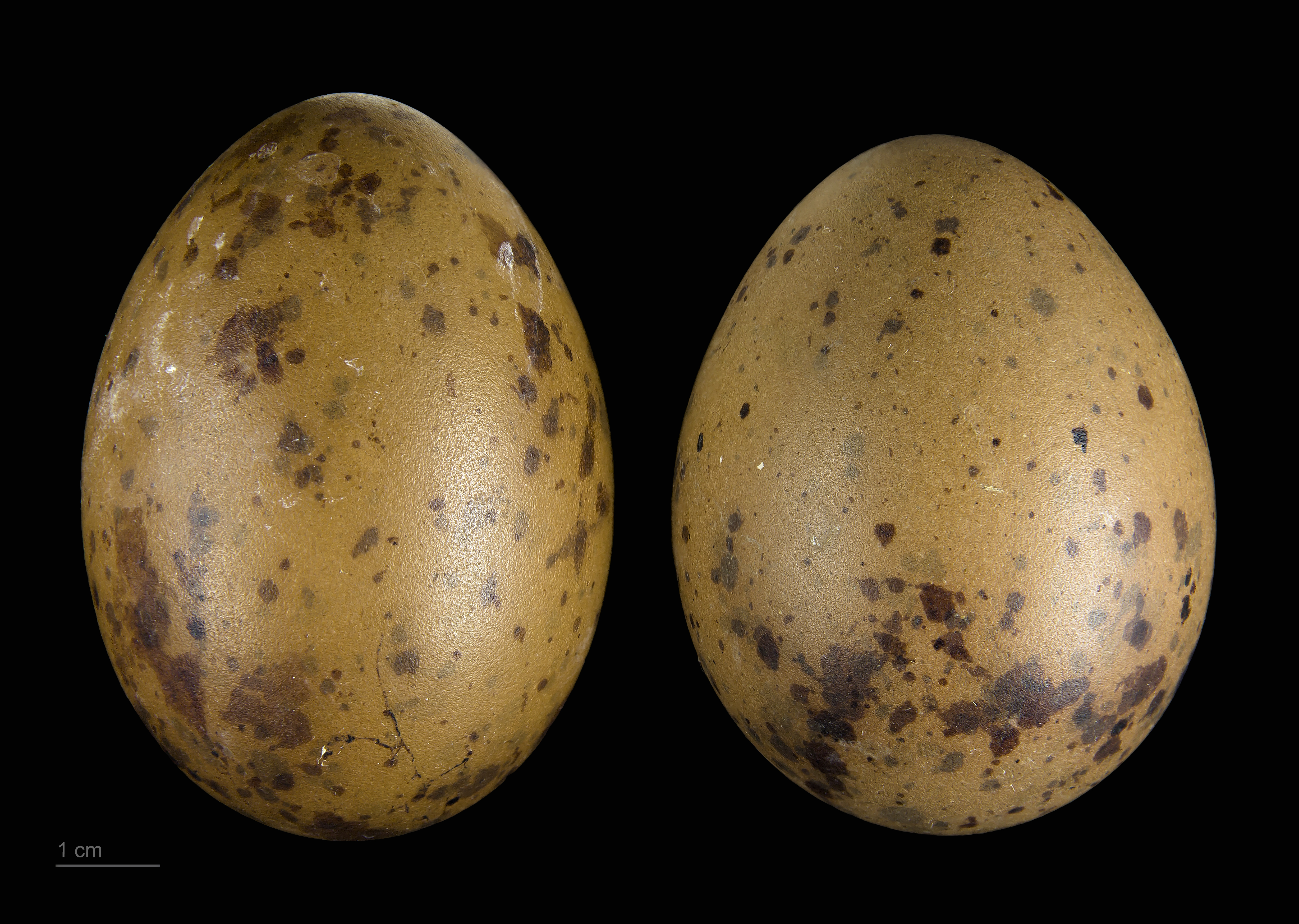
Stercorarius pomarinus

Das Nest ist meist eine einfache, etwa 5 cm tief in den Torf gekratzte Mulde mit einem Durchmesser von ungefähr 25 cm. Während der Bebrütung wird diese Mulde häufig mit trockenem Gras oder Laub ausgelegt. Die Eiablage erfolgt ab Anfang oder Mitte Juni bis Mitte Juli. Das Gelege besteht meist aus 2 Eiern, seltener wird nur ein Ei gelegt. In Alaska wurde zum Beispiel in 261 Nestern 13 mal (5,0 %) ein Ei gefunden, in allen anderen Nestern zwei Eier. Eier aus Nordamerika maßen im Mittel 62,0 × 44,0 mm, Eier aus Sibirien im Mittel 63,8 × 44,7 mm. Die Grundfarbe der Eier ist variabel hellbraun oder gelblich bis zu dunkel olivgrün oder dunkelbraun. Auf diesem Grund sind die Eier stark variierend grau bis grauviolett gefleckt und zeigen zusätzlich oft noch eine fast schwarze Linien- oder Schnörkelzeichnung.
Die Brutdauer beträgt 25–27 Tage, in Alaska betrug sie im Mittel 26 Tage. Das Daunenkleid der nestjungen Vögel ist einfarbig dunkelbraun oder braungrau. Die Jungvögel sind nach 28–34 Tagen flügge und werden dann noch etwa 14 Tage lang von den Eltern geführt.
Das Nest wird gegen Raubfeinde wie den Eisfuchs von beiden Partnern vehement verteidigt. Menschen werden frontal und in Kopfhöhe angegriffen, unmittelbar vor dem Kontakt drehen die Vögel jedoch ab, so dass der Kopf meist, wenn überhaupt, nur mit den Füßen oder den Flügelspitzen berührt wird.

## Siedlungsdichte
Infolge ihrer Abhängigkeit von der Häufigkeit der Hauptbeute Lemminge schwankt die Siedlungsdichte der Spatelraubmöwe in einzelnen Gebieten von Jahr zu Jahr enorm. In mehreren Kontrollgebieten in Alaska betrug die Dichte auf dem Höhepunkt einer Lemminggradation 7,9 Brutpaare/km², in Lemminglatenzjahren nur 0,05 BP/km², schwankte also um mehr als das Hundertfache.

## Lebenserwartung und Sterblichkeit
Bisher liegen zum maximalen Alter und zur Sterblichkeit nach dem Flüggewerden keine Angaben vor. Auch Wiederfunde beringter Vögel gibt es bisher offenbar nicht.

## Systematik
Die systematische Stellung der Spatelraubmöwe innerhalb der Familie der Raubmöwen wurde zeitweise kontrovers diskutiert. Das Taxon der Raubmöwen wurde häufig in zwei Gattungen aufgeteilt: Stercorarius mit den drei Arten Spatel-, Schmarotzer-  und Falkenraubmöwe und Catharacta mit der Skua und den je nach systematischer Auffassung des Autors 1 bis 5 Skua-Arten der Antarktis. Andersson wies jedoch schon 1973 darauf hin, dass das Verhalten der Spatelraubmöwe dem der Skua wesentlich ähnlicher ist als jenem von Schmarotzer- und Falkenraubmöwe. Cohen et al. stellten 1997 anhand von Untersuchungen der mtDNA und bestimmter Ektoparasiten die Monophylie der beiden Gattungen erneut in Frage, da nach ihren Ergebnissen die Spatelraubmöwe der Skua wesentlich näher stand als den beiden anderen Arten der Gattung Stercorarius und die Skua ihrerseits der Spatelraubmöwe näher als den anderen Arten der Gattung Catharacta. Braun & Brumfield analysierten die Daten von Cohen et al. erneut und kamen zu dem Schluss, dass die Ergebnisse einer Monophylie der Gattung Catharacta in der bisherigen Zusammensetzung nicht widersprechen, die Spatelraubmöwe jedoch das Schwestertaxon der Gattung Catharacta darstellt. Andersson bestätigte diese Stellung als Schwestertaxon erneut auch anhand von Verhaltensmerkmalen und wies darauf hin, dass damit entweder, bei Beibehaltung der Gattung Catharacta, die Spatelraubmöwe zu dieser Gattung gestellt oder aber die Gattung Catharacta aufgelöst und wieder mit Stercorarius vereint werden müsste.
In der neueren Literatur hat sich Anderssons zweiter Vorschlag durchgesetzt (Auflösung der Gattung Catharacta und Vereinigung mit Stercorarius), so dass die Familie der Raubmöwen heute nur noch eine Gattung Stercorarius enthält. Glutz von Blotzheim & Bauer hatten die Aufteilung der Familie in zwei Gattungen schon 1982 unter anderem unter Verweis auf Anderssons Arbeit von 1973 (s. o.) abgelehnt.
Für die Spatelraubmöwe wurden bisher keine Unterarten beschrieben.

## Bestandsentwicklung und Gefährdung
Belastbare Angaben zur Bestandsgröße und zur Bestandsentwicklung liegen nicht vor; die IUCN gibt als grobe Schätzung für den Bestand 50.000 bis 100.000 Individuen an. Hinweise auf eine Bedrohung gibt es nicht, die Art wird daher als ungefährdet („least concern“) betrachtet.